# Armstrong Oko-Flex
Armstrong Oko-Flex, né le 2 mars 2002 à Dublin en Irlande, est un footballeur irlandais qui évolue au poste d'ailier gauche au FC Zurich.

## Biographie

### En club
Né à Dublin en Irlande, Armstrong Oko-Flex commence le football au Tolka Rovers. Il joue ensuite au St. Kevin's Boys F.C. avant d'intégrer le centre de formation de l'Arsenal FC. Le 31 août 2018, il signe au Celtic Glasgow pour un contrat de trois ans, et avec pour objectif de faire ses débuts en professionnel avant ses 17 ans.
Il joue son premier match en professionnel le 11 janvier 2021, à 18 ans, lors d'une rencontre de championnat face à Hibernian FC. Il entre en jeu et les deux équipes se neutralisent (1-1 score final).
Le 25 juin 2021 il rejoint West Ham United pour un contrat de deux ans, avec une année supplémentaire en option.
Le 30 août 2022, Armstrong Oko-Flex prêté à Swansea City pour une saison. Il est rappelé de son prêt en janvier 2023.
Le 14 août 2023, Armstrong Oko-Flex rejoint la Suisse en s'engageant avec le FC Zurich. Il signe un contrat courant jusqu'en juin 2025.
Il se fait remarquer pour son premier match pour le club, le 17 septembre 2023 contre le FC Tuggen en coupe de Suisse, en marquant son premier but pour le club. Il participe ainsi à la victoire de son équipe par trois buts à zéro,.

### En sélection
Armstrong Oko-Flex représente l'équipe d'Irlande des moins de 19 ans. Il joue un total de trois matchs, tous en 2019.
Armstrong Oko-Flex est convoqué pour la première fois avec l'équipe d'Irlande espoirs en novembre 2021. Il ne joue toutefois aucun match lors de ce rassemblement et doit attendre le 16 juin 2023, et un match amical contre l'Ukraine pour faire sa première apparition en espoirs. Il est titularisé et les deux équipes se neutralisent (2-2 score final).